# Kaliboto (Tarokan)
Kaliboto is een bestuurslaag in het regentschap Kediri van de provincie Oost-Java, Indonesië. Kaliboto telt 8107 inwoners (volkstelling 2010).